# Halloween: Resurrection
Pour les articles homonymes, voir Halloween (homonymie).
Série Halloween
Halloween, 20 ans après
(1998) Halloween
(2007)
Pour plus de détails, voir Fiche technique et Distribution.
Halloween: Resurrection ou Halloween : La Résurrection au Québec est un film d'horreur américano-canadien réalisé par Rick Rosenthal, sorti en 2002.
C'est le huitième opus de la série de films Halloween.
Le film met en scène Bianca Kajlich dans le rôle de Sara Moyer, Busta Rhymes dans celui de Freddie Harris et Jamie Lee Curtis reprenant le rôle de Laurie Strode. Les événements se déroulent trois ans après le précédent film, Halloween, 20 ans après. Il reçoit à sa sortie des critiques globalement négatives et déçoit au box-office. Après cela la franchise se poursuivra avec le reboot Halloween sorti cinq ans plus tard.

## Synopsis
Trois ans après les événements qui ont eu lieu en Californie, Laurie Strode a été envoyée dans un hôpital psychiatrique après avoir décapité un ambulancier au lieu de Michael Myers. Michael avait attaqué l'homme, lui avait écrasé le larynx de sorte qu'il ne puisse pas crier et mis son masque. Michael s'est ensuite caché pendant les trois années suivantes. Le 31 octobre 2001, toujours en captivité, Laurie fait semblant d'être lourdement médicamentée en se comportant comme si elle avait un extrême trouble dissociatif. En fait, elle cache ses pilules et se prépare pour la confrontation inévitable avec Michael. Par ailleurs, un agent de sécurité nommé Willie trouve le corps décapité de son patron, la tête dans la machine à laver, et est ensuite tué par Michael. Quand Michael apparaît enfin, Laurie l'attire dans un piège. Alors qu'il ne lui reste plus qu'à prendre son temps pour tuer Michael, il feint d'être un homme horrifié qui tente d'enlever son masque. Laurie ne peut s'empêcher de vouloir s'assurer que c'est bien son frère cette fois-ci. Michael en tire profit, et la renverse sur le toit où ils basculent tous deux. Leur lutte finit à la verticale quand elle s'empale sur son couteau. Elle l'embrasse alors et dit : « Je te verrai en enfer ! » avant de tomber. Chasse terminée ou non, Michael rentre chez lui.
L'année suivante, le 30 octobre 2002, Michael vit dans une section de tunnels sous sa maison d'enfance. Six étudiants, Bill Woodlake, Donna Chang, Jen Dantzig, Jim Morgan, Rudy Grimes et Sara Moyer gagnent un concours sur une émission de télé réalité diffusée sur Internet réalisée par Freddie Harris et son assistante, Nora Winston, dans lequel ils doivent passer la nuit dans la maison d'enfance de Michael Myers. Le but de l'émission est de découvrir ce qui l'a amené à tuer. Le jour d'Halloween, ils commencent à chercher dans toute la maison quelque chose qui pourrait fournir un indice sur le passé de Michael, et décident de se séparer en trois groupes pour couvrir plus de terrain. Ils ont tous des caméras accrochées à la tête qui filment ce qu'ils voient en direct. Le copain informaticien de Sara, Myles "Deckard" Barton, regarde l'émission lors d'une fête d'Halloween.
L'évènement tombe terriblement mal vu que Michael est rentré à la maison, et il tue le cameraman Charley en le poignardant dans le cou avec un trépied de caméra. Par la suite, Bill est poignardé dans la tête, Donna est empalée sur une pointe en métal, Jen est décapité, la tête de Jim est écrasée, Rudy est accroché à une porte par couteaux, et Nora est étranglée avec un cordon et poignardée dans l'estomac. Myles se rend compte que les décès sont réels tandis que le reste de la fête prétend qu'ils sont mis en scène. Lorsque Myles commence à aider Sara à sortir de la maison, Freddie tente de tuer Michael. Michael survit et poignarde Freddie. Quand Sara se bat contre Michael avec une tronçonneuse, elle coupe des fils électriques qui provoquent un incendie. Après cela, Freddie arrive tant bien que mal et se bat à nouveau contre Michael. Cette fois, il l'électrocute, et sauve la vie de Sara, coincée sous une des tables par des gros câbles. Le garage de Michael brûle tandis que Freddie et Sara s'enfuient.
Dans la scène finale du film, le corps de Michael est envoyé à la morgue. Alors qu'une femme ouvre le sac mortuaire, il ouvre les yeux avec un cri en fond sonore.

## Fiche technique
Sauf indication contraire, les informations mentionnées dans cette section peuvent être confirmées par les bases de données cinématographiques IMDb et Allociné,  présentes dans la section « Liens externes ».
- Titre original et français : Halloween: Resurrection
- Titre québécois : Halloween : La Résurrection
- Réalisation : Rick Rosenthal
- Scénario : Larry Brand et Sean Hood, d'après une histoire de Larry Brand, d'après les personnages créés par John Carpenter et Debra Hill
- Musique : Danny Lux
  - Musiques additionnelles : Marco Beltrami
  - Orchestration : Marcus Trumpp
  - Montage musical : Kevin Banks, Becca Borawski, Michael Dittrick et Sharyn Gersh
- Direction artistique : David McLean
- Décors : Troy Hansen
- Costumes : Brad Gough
- Maquillage : Diana Davison, Leslie Graham
- Coiffure : Catherine Graham
- Photographie : David Geddes
- Son : Daniel Pellerin, Andrew Tay, Brad Thornton
- Montage : Robert A. Ferretti
- Production : Paul Freeman
  - Production déléguée : Moustapha Akkad
  - Coproduction : Malek Akkad
  - Coproduction déléguée : H. Daniel Gross, Louis Spiegler, Bob Weinstein et Harvey Weinstein
- Sociétés de production :
  - États-Unis : Dimension Films, Nightfall Productions et Trancas International Films
  - Canada : AON Ruben-Winkler Entertainment Insurance
- Sociétés de distribution :Miramax Films et Dimension Films (États-Unis), TFM Distribution (France), RCV Film Distribution (Belgique), Alliance Vivafilm (Québec)[réf. souhaitée]
- Budget : 13 millions de $[2] ; 15 millions de $[3]
- Pays de production :  États-Unis,  Canada
- Langue originale : anglais
- Format : couleur (DeLuxe) - 35 mm - 2,35:1 (Panavision) - son DTS / Dolby Digital / SDDS
- Genre : épouvante-horreur (slasher), thriller
- Durée : 89 minutes
- Dates de sortie[4] :
  - États-Unis, Canada : 12 juillet 2002
  - France, Belgique : 30 octobre 2002[5],[6]
- Classification :
  - États-Unis : interdit aux moins de 17 ans (R – Restricted)[N 1]
  - Canada : les personnes de moins de 18 ans doivent être accompagnées d'un adulte (18A - 18 Accompaniment)
  - Québec : 13 ans et plus (horreur) (13+ / 13 years and over)[1]
  - France : interdit aux moins de 12 ans[7]
  - Belgique : potentiellement préjudiciable jusqu'à 16 ans (KNT/ENA : Kinderen Niet Toegelaten  / Enfants Non Admis)[6],[8],[N 2]

## Distribution
- Brad Loree : Michael Myers
- Busta Rhymes (VF : Christophe Peyroux ; VQ : Daniel Lesourd) : Freddie Harris
- Bianca Kajlich (VF : Olivia Dalric ; VQ : Valérie Gagné) : Sara Moyer
- Sean Patrick Thomas (VF : Xavier Thiam ; VQ : Marc-André Bélanger) : Rudy Grimes
- Daisy McCrackin (VF : Caroline Delaunay ; VQ : Catherine Allard) : Donna Chang
- Katee Sackhoff (VQ : Manon Arsenault) : Jenna « Jen » Danzig
- Jamie Lee Curtis (VF : Françoise Vallon ; VQ : Madeleine Arsenault) : Laurie Strode
- Tyra Banks (VF : Géraldine Asselin ; VQ : Joëlle Morin) : Nora Winston
- Luke Kirby (VQ : Martin Watier) : Jim Morgan
- Thomas Ian Nicholas (VQ : Sébastien Rajotte) : Bill Woodlake
- Ryan Merriman (VQ : Hugolin Chevrette) : Myles « Deckard » Barton
- Billy Kay (VF : Dimitri Rougeul ; VQ : Philippe Martin) : Scott
- Brent Chapman (VF : Pascal Casanova) : Franklin Munroe
- Dan Joffre : Willie Haines
- Lorena Gale : l'infirmière Wells
- Rick Rosenthal (VF : Michel Fortin) : le professeur (caméo)

Version française réalisée par Alter Ego ; direction artistique : Christèle Wurmser ; adaptation des dialogues : Sylvie Caurier
Version québécoise réalisée par Cinélume ; direction artistique : Natalie Hamel-Roy ; adaptation des dialogues : Bérengère Rouard et Thibaud de Courrèges

## Production
Après le succès d' Halloween, 20 ans après au box office, 73,000,000 de $ dans le monde, le studio Miramax et Moustapha Akkad envisagent de commencer la production d'une suite. En 1999, les producteurs ont alors l'idée de faire une suite sans Michael Myers, à l'image d'Halloween 3 : Le Sang du sorcier mais le producteur Moustapha Akkad refuse l'idée. Le titre de travail est alors Halloween H2K: Evil Never Dies puis changé en Halloween: The Homecoming en 2001 mais les producteurs veulent un titre qui explique clairement le retour de Michael Myers après la fin du 7e film. Donc, en février 2002, le film est officiellement rebaptisé Halloween: Resurrection. Au départ le film doit sortir en octobre 2000 mais il est repoussé en 2001 puis finalement en juillet 2002.
Plusieurs réalisateurs sont approchés pour la réalisation, dont Dwight H. Little, déjà réalisateur du film Halloween 4 : Le Retour de Michael Myers, mais c'est finalement Rick Rosenthal, réalisateur d'Halloween 2, qui est choisi pour mettre en scène ce 8e film. Les producteurs avaient envisagés d'offrir un rôle à Danielle Harris, qui avait joué Jamie Lloyd dans Halloween 4 et Halloween 5, mais ils ont finalement renoncé. Jamie Lee Curtis accepte ici de reprendre son rôle dans le but de le faire mourir définitivement. Pour le rôle de Sara, l'héroïne principale, Jacinda Barrett est alors approchée par la production mais c'est finalement Bianca Kajlich qui décroche le rôle. Néanmoins, l'actrice a de grandes difficultés à crier durant le tournage, elle est donc doublée pour les hurlements.

## Accueil

### Accueil critique
Le film est très mal reçu par la critique. Sur le site Rotten Tomatoes, il y a seulement 10% d'avis favorables pour 70 votes. Pour Première c'est « une suite décevante », pour Mcinéma c'est « l'épisode de trop qui exploite le filon jusqu'à l'écœurement ». Pour le New York Times c'est un film « dépourvu de joie et d'énergie. ».

## Distinctions
Sauf indication contraire, les informations mentionnées dans cette section peuvent être confirmées par les bases de données cinématographiques IMDb et Allociné,  présentes dans la section « Liens externes ».

### Récompenses
- Academy of Science Fiction, Fantasy & Horror Films - Saturn Awards 2015 : Saturn Award de la meilleure collection de DVD / Blu-Ray

### Nominations
- Fangoria Chainsaw Awards 2003 : pire film

## Commentaire
Le meurtre de Nora (Tyra Banks) a été supprimé du film, Mais la vidéo de son meurtre est disponible sur internet (Halloween Resurrection Nora's Death). Son meurtre dure que 38 secondes. Nora regarde les écrans quand Michael Myers se dirige derrière elle et l'étrangle avec un long câble de télévision[réf. nécessaire].